# LaLee's Kin: The Legacy of Cotton
Pour plus de détails, voir Fiche technique et Distribution.
LaLee's Kin: The Legacy of Cotton est un film américain réalisé par Deborah Dickson, Susan Froemke, Albert Maysles, sorti en 2001.

## Synopsis
Une famille doit faire face à la pauvreté dans le delta du Mississippi, marqué par cent ans d'esclavagisme.

## Fiche technique
- Titre : LaLee's Kin: The Legacy of Cotton
- Réalisation : Deborah Dickson, Susan Froemke, Albert Maysles
- Musique : Gary Lucas
- Photographie : Albert Maysles
- Montage : Deborah Dickson
- Production : Susan Froemke et John Hoffman
- Société de production : Home Box Office et Maysles Films
- Pays :  États-Unis
- Genre : Documentaire
- Durée : 89 minutes
- Dates de sortie : 
  -  États-Unis : 19 juin 2001 (festival du film de Sundance)

## Distinctions
Le film a été nommé à l'Oscar du meilleur film documentaire.